# 동문 (가수)
동문(童文, 영어: Ricky Tong Man, 2008년 10월 1일 ~ )은 홍콩의 가수이다.